# Bom Jesus do Tocantins (Tocantins)
Bom Jesus do Tocantins è un comune del Brasile nello Stato del Tocantins, parte della mesoregione Oriental do Tocantins e della microregione di Porto Nacional.